# Черизано
Черизано је насеље у Италији у округу Козенца, региону Калабрија.
Према процени из 2011. у насељу је живело 2493 становника. Насеље се налази на надморској висини од 588 м.

## Становништво
Према резултатима пописа становништва 2011. у општини је живело 3.271 становника.
| 1951. | 1961. | 1971. | 1981. | 1991. | 2001. | 2011. |
| ----- | ----- | ----- | ----- | ----- | ----- | ----- |
| 2.765 | 2.492 | 2.428 | 2.671 | 3.138 | 3.238 | 3.271 |